# Бахрейн на летних Олимпийских играх 2000
Бахрейн принимал участие в Летних Олимпийских играх 2000 года в Сиднее (Австралия) в пятый раз за свою историю, но не завоевал ни одной медали. Сборную страны представляли 4 атлета, из которых две женщины.

## Результаты

### Лёгкая атлетика
Спортсменов — 2
Мужчины
| Дисциплина        | Спортсмен                  | Предварительный раунд | Предварительный раунд | Полуфиналы           | Полуфиналы           | Финал                | Финал                |
| Дисциплина        | Спортсмен                  | Время                 | Место                 | Время                | Место                | Время                | Место                |
| ----------------- | -------------------------- | --------------------- | --------------------- | -------------------- | -------------------- | -------------------- | -------------------- |
| бег на 800 метров | Мохамед Салех Хадж Хайдара | 1:56.64               | 7                     | Завершил выступления | Завершил выступления | Завершил выступления | Завершил выступления |

Женщины
| Дисциплина        | Спортсмен        | Предварительный раунд | Предварительный раунд | Четвертьфиналы        | Четвертьфиналы        | Полуфиналы            | Полуфиналы            | Финал                 | Финал                 |
| Дисциплина        | Спортсмен        | Время                 | Место                 | Время                 | Место                 | Время                 | Место                 | Время                 | Место                 |
| ----------------- | ---------------- | --------------------- | --------------------- | --------------------- | --------------------- | --------------------- | --------------------- | --------------------- | --------------------- |
| бег на 100 метров | Марьям Аль-Хилли | 13.98                 | 8                     | Завершила выступления | Завершила выступления | Завершила выступления | Завершила выступления | Завершила выступления | Завершила выступления |

### Плавание
Спортсменов — 2
Мужчины
| Дисциплина | Спортсмен  | Предварительный раунд | Предварительный раунд | Полуфиналы           | Полуфиналы           | Финал                | Финал                |
| Дисциплина | Спортсмен  | Время                 | Место                 | Время                | Место                | Время                | Место                |
| ---------- | ---------- | --------------------- | --------------------- | -------------------- | -------------------- | -------------------- | -------------------- |
| 100 м в/с  | Дауд Юссеф | 1:02.45               | 70                    | Завершил выступления | Завершил выступления | Завершил выступления | Завершил выступления |

Женщины
| Дисциплина | Спортсменка         | Предварительный раунд | Предварительный раунд | Полуфиналы            | Полуфиналы            | Финал                 | Финал                 |
| Дисциплина | Спортсменка         | Время                 | Место                 | Время                 | Место                 | Время                 | Место                 |
| ---------- | ------------------- | --------------------- | --------------------- | --------------------- | --------------------- | --------------------- | --------------------- |
| 50 м в/с   | Фатима Абдул Маджид | DSQ                   | —                     | Завершила выступления | Завершила выступления | Завершила выступления | Завершила выступления |